# Patissa burmanalis
Patissa burmanalis là một loài bướm đêm trong họ Crambidae.